# Mallateleia westwoodi
Mallateleia westwoodi är en stekelart som beskrevs av Alan Parkhurst Dodd 1914. Mallateleia westwoodi ingår i släktet Mallateleia och familjen Scelionidae. Inga underarter finns listade i Catalogue of Life.